# Carelmapu ramosi
Carelmapu ramosi är en insektsart som beskrevs av Rauno E. Linnavuori 1959. Carelmapu ramosi ingår i släktet Carelmapu och familjen dvärgstritar. Inga underarter finns listade i Catalogue of Life.